# Хадака-мацури
Хадака-мацури (яп. 裸祭り) — японский фестиваль-шествие, в котором участники надевают минимальное количество одежды. Как правило, это японская набедренная повязка (фундоси), иногда с коротким пальто хаппи, и редко полностью обнаженные.
Шествия Хадака-мацури проводятся в десятках мест по всей Японии ежегодно, обычно летом или зимой. Известным шествием является Сайдай-дзи Эйо Хадака-мацури, который начинается в храме Сайдай-дзи в городе Окаяма, где фестиваль возник. Каждый год более 9000 человек участвуют в этом фестивале в надежде получить удачу в течение всего нового года. Также известно шествие хадака-мацури, происходящее во время фестиваля Донтосай, проводимого ежегодно в городе Сендай уже в течение 300 лет. В Сендае шествие начинается от храма Осаки Хатимангу и проводится ежегодно в день 14 января.